# معبد النار ميل ازدها
معبد النار ميل‌ ازدها (بالفارسية: آتشکده میل‌اژدها) هو معبد نار تاريخي يعود إلى عصر الإمبراطورية الفرثية، ويقع في مقاطعة ممسني.